# Rakonje
Rakonje je gradsko naselje u comuna Bijelo Polje, Muntenegru. Conform datelor de la recensământul din 2003, localitatea are 792 de locuitori (la recensământul din 1991 erau 746 de locuitori).

## Demografie
În satul Rakonje locuiesc 528 de persoane adulte, iar vârsta medie a populației este de 30,1 de ani (29,6 la bărbați și 30,5 la femei). În localitate sunt 189 de gospodării, iar numărul mediu de membri în gospodărie este de 4,19.
|  |

| Demografie | Demografie | Demografie |
| An         | Locuitori  | Locuitori  |
| ---------- | ---------- | ---------- |
|            |            |            |
|            |            |            |
|            |            |            |
|            |            |            |
| 1948       | 176        |            |
| 1953       | 201        |            |
| 1961       | 269        |            |
| 1971       | 1201       |            |
| 1981       | 1857       |            |
| 1991       | 746        | 741        |
| 2003       | 833        | 792        |

| \| Componența etnică conform recensământului din 2003[2] \| Componența etnică conform recensământului din 2003[2] \| Componența etnică conform recensământului din 2003[2] \| Componența etnică conform recensământului din 2003[2] \| Componența etnică conform recensământului din 2003[2] \| \| ----------------------------------------------------- \| ----------------------------------------------------- \| ----------------------------------------------------- \| ----------------------------------------------------- \| ----------------------------------------------------- \| \| \| \| \| \| \| \| Sârbi \| Sârbi \| \| 464 \| 58,58% \| \| Muntenegreni \| Muntenegreni \| \| 217 \| 27,39% \| \| Musulmani \| Musulmani \| \| 58 \| 7,32% \| \| Bosniaci \| Bosniaci \| \| 33 \| 4,16% \| \| necunoscută \| necunoscută \| \| 11 \| 1,38% \| |              |  |     |        |
| Componența etnică conform recensământului din 2003 |              |  |     |        |
| |              |  |     |        |
| Sârbi | Sârbi        |  | 464 | 58,58% |
| Muntenegreni | Muntenegreni |  | 217 | 27,39% |
| Musulmani | Musulmani    |  | 58  | 7,32%  |
| Bosniaci | Bosniaci     |  | 33  | 4,16%  |
| necunoscută | necunoscută  |  | 11  | 1,38%  |